# Kántás Balázs
Kántás Balázs (Budapest, 1987. szeptember 7.) József Attila-díjas és Gérecz Attila-díjas, valamint Pro Scientia Aranyéremmel kitüntetett kortárs magyar irodalomtörténész, történész, művelődéstörténész, költő, műfordító, szerkesztő, levéltáros-könyvtáros-muzeológus.

## Életrajza
Érettségi vizsgát a Széchenyi István Gimnáziumban tett, majd 2006-ban felvételt nyert az ELTE Bölcsészettudományi Karára, ahol 2009-ben szerzett diplomát BA-anglisztika alapszakon (Angol–Amerikai Intézet), majd ugyanitt irodalom- és kultúratudomány mesterszakon 2011-ben. 2011 és 2014 között az ELTE BTK Irodalomtudományi Doktori Iskolájának állami ösztöndíjas PhD-hallgatója volt, az összehasonlító irodalomtudományi doktori programon. Disszertációs témája Paul Celan költészete és líraesztétikája, mely témakörben már több kisebb tanulmánykötetet publikált, doktori témavezetője Bacsó Béla professzor, a kar Esztétika Tanszékének vezetője volt. A témában írott doktori értekezését 2015 júniusában védte meg cum laude minősítéssel, és szerzett irodalomtudományi PhD-fokozatot cum laude minősítéssel.
2007 decembere óta publikál rendszeresen, versei, versfordításai, majd kritikái, recenziói megjelentek, megjelennek többek között a Kalligram, a Prae, a Napút, a Búvópatak, a kolozsvári Helikon, a Kaláka, az Apokrif, az Apokrif Online, a Kortárs, a Spanyolnátha, a Vigilia, a Kláris, az Új Forrás, az Irodalmi Jelen, az Irodalmi Jelen Online, a Magyar Napló, az Ezredvég, a Litera.hu, a Zempléni Múzsa, a Szépirodalmi Figyelő, a 2000, a Parnasszus, a Kulter.hu, a Fiatal Értékteremtő Lap, a Börzsönyi Helikon, illetve a Képírás című folyóiratokban. Első két önálló verseskötete 2008 végén jelent meg. 2008 júliusa óta tagja a József Attila Kör írószervezetnek, 2009 februárja óta a Magyar Műfordítók Egyesületének, 2009 áprilisa óta a Magyar Irodalomtörténeti Társaságnak, 2009 novemberétől pedig a Fiatal Írók Szövetségének, 2010 óta a Nagy Lajos Irodalmi és Művészeti Társaságnak, illetve szoros kapcsolatban áll az ELTE BTK-n működő, fiatal írókat-költőket tömörítő Apokrif folyóirattal. 2008-2009 során rövid ideig a Héttorony irodalmi magazin versszerkesztője is volt.
2009 végén felvételt nyert a Magyar Írószövetségbe. A versírás mellett angol, német, olasz, francia, spanyol és portugál nyelvekből fordít, költészetet és műfordítást elsősorban Géher Istvántól, Nádasdy Ádámtól és Rónai-Balázs Zoltántól tanult. Takács Zsuzsa Kossuth-díjas költőnő a Széchenyi Irodalmi Akadémián tartott székfoglaló előadásában méltatta Samuel Taylor Coleridge Kubla kán című versének Kántás általi magyar fordítását, Az ablaküvegek közötti tér című kötetéhez Payer Imre József Attila-díjas költő írt fülszöveget, Éntelen Ének című, magyar-angol nyelvű verseskötetéhez pedig Csernák Árpád író. Orpheusz című verseskötetének fülszövegét Géher István professzor, utószavát Szepes Erika írta. Paul Celantól Lator László és Marno János után, műfordítás-történeti érdekességként három kötetnyi verset fordított magyarra, többek között Celan Atemkristall-ciklusát.
Fiatal korához képest több szakmai elismerésben, díjban, ösztöndíjban is részesült. 2011-ben többek között kritikusi tevékenységéért Pro Scientia Aranyéremmel jutalmazták; korán nemzedékének egyik markáns képviselőjévé lépett elő mind szépirodalmi szerzőként, mind pedig irodalomkritikusként. 2011 és 2012 folyamán a DOKK Független Irodalmi Kikötő online irodalmi portál egyik versszerkesztőjeként tevékenykedett, 2012 novemberétől 2015 márciusáig a Kurázsi online irodalmi és kulturális folyóirat kritikai rovatának szerkesztője volt. A 2013-as év végétől kezdve költői-műfordítói tevékenysége erősen háttérbe szorult, újabban inkább az irodalomelemzői tevékenységre fókuszál, erről tanúskodik az is, hogy 2011-ben és 2012-ben jóval több műelemző munkát publikált, mint szépirodalmi szöveget. Nemzedékének egyik igen aktív irodalomkritikusaként működik, szemlélete eklektikus, irodalmári gondolkodására többek között nagy hatással volt Szepes Erika, Szigeti Csaba, Bertha Zoltán és Zsávolya Zoltán irodalomtörténészek. Kismonográfiát publikált többek között Géher István, Kemény István és Bíró József, Petőcz András és Böszörményi Zoltán paradigmatikus kortárs magyar költők életművéről, valamint számos hosszabb elemző tanulmányt a kortárs magyar líra és próza tárgykörében. 2016-ban
Latitude – 10 essays on poetry címmel jelent meg angol nyelvű tanulmánykötete, 2017-ben Áthangolás című, 30 írást tartalmazó, terjedelmes válogatott tanulmánykötete. 2016-tól kezdve levéltárosként dolgozott a Magyar Nemzeti Levéltárban, ahol elsősorban iratok digitális másolatban történő publikálásával, levéltári adatbázisok szerkesztésével foglalkozott, illetve a Magyar Tudományos Művek Tára nemzeti bibliográfiai adatbázis intézményi adminisztrátora volt, amelynek keretében bibliográfus-könyvtárosi feladatokat is ellátott. Levéltárosként érdeklődése a történettudomány felé fordult, történészként elsősorban a Horthy-korszak első felének történelmével, a korai magyar szélsőjobboldali mozgalmak, titkos társaságok, a hozzájuk köthető paramilitáris alakulatok és a magyar állam viszonyával foglalkozik. 2020 tavaszán, a koronavírus járvány okozta rendkívüli helyzet idején, a digitális szövegközlés és a tudományos tartalmak ingyenes hozzáférése melletti elköteleződése jegyében számos, részben eredetileg nyomtatott megjelenésre is szánt, az 1920-as évek radikális jobboldali paramilitáris szervezeteinek működéséről szóló forráskiadványt is közzétett elektronikus formában az Országos Széchényi Könyvtár Magyar Elektronikus Könyvtár szolgáltatásán keresztül. A bethleni konszolidáció első éveiben működő radikális jobboldali, paramilitáris szervezetek és az ezekhez köthető politikai erőszakhullám kutatója, illetve az ehhez kötődő történeti források egyik tudományos közzétevője. 2022-ben a Károli Gáspár Református Egyetem Történettudományi Doktori Iskolájában szerezte meg summa cum laude minősítéssel második, történettudományi PhD-fokozatát. Irodalomtörténészi munkásságáért 2023. március 15-e alkalmából József Attila-díjjal tüntették ki. 2023 őszétől a Bélyegmúzeum muzeológusaként dolgozik, többek között a múzeum szakkönyvtárának, okmány- és iratgyűjteményének, illetve a magyarországi alkalmi bélyegzők gyűjteményének a referense. Postatörténettel már korábban is foglalkozott, többek között jogtörténeti forráskiadásként, bevezető tanulmánnyal közzé tette az elmúlt évszázad magyar postatörvényeit, forráskiadványt publikált a Horthy-korszak első éveiben működő postai karhatalmi zászlóaljról és annak utódszerveiről, valamint hadtörténészként a magyar posta-, had- és rendvédelem szoros összefüggéseinek is szentelt egy forráskiadványt, valamint bevezető esszével ellátott filatéliai forráskiadást tett közzé Légrády Sándor, a talán legjelentősebb magyar bélyegtervező grafikus munkásságáról, postaforgalomban megjelent bélyegeiről, három szakaszra osztva a művész pályáját (1932-1945, 1945-1956, 1956-1980); majd ugyanezt egyben, jelentősen bővítve a művész egyéb munkáival is közzétette, mint egy folyamatban lévő kutatás fontos állomását. Emellett filatéliai forráskiadást, elektronikus katalógust tett közzé Francois Fournier művészi bélyeghamisító fakszimile bélyegeiről, valamint Maimonidész, a nagy zsidó vallásfilozófus filatéliában való jelenlétéről. A szabadkőművesség történetének kutatójaként a világ szabadkőműves motívumokat/tematikát tartalmazó bélyegeiből is válogatott anyagot közölt. Motívumfilatéliai kiadványokat, elektronikus bélyegkatalógusokat szerkesztett és tett közzé a tevék, az angolszász pásztkorkutyák, a jégmadarak és a szárazföldi teknősök bélyegek világában való jelenlétéről. Emellett erősen érdeklődik a brit gyarmati bélyegkiadások története iránt, többek között Sarawak, Labuan és Brunei maláj államok filatéliahistóriájáról is közzétett kisebb volumenű elektronikus szakkönyveket, segítendő a téma iránt érdeklődők tájékozódását. Az észak-borneói, volt brit gyarmati maláj államok filatéliatörténetértől szóló kutatásait összegezte is egy nagyobb terjedelmű elektronikus bélyegkatalógusban. Filatéliai szakmuzeológusként ugyanakkor elsődlegesen a tematikus bélyeggyűjtés, ezen belül is a szűkebb értelemben vett motívumfilatélia kérdéskörével foglalkozik. Tematikus elektronikus bélyegkatalógusok szerkesztője, a bélyegek világában elsődlegesen a szokatlan, korábban fel nem dolgozott motívumok és egyéb filatéliai jelenségek izgatják (pl. illegális bélyegkiadások, hamisítások, filatélia és parafilatélia közötti határterületek), az interneten ingyenesen közzétett tematikus- és motívumbélyeg-összeállításaival pedig nonprofit módon igyekszik segíteni a bélyeggyűjtők munkáját és a filatélia népszerűsítését is. Kiemelten foglalkozik a kutyák filatéliában való jelenlétével, e témában számos tematikus összeállítást közzétett rövid bevezető esszével ellátva. A Facebook közösségi médiafelületén Kutyafilatélia címen filatéliai ismeretterjesztő oldalt működtet, amely a kutya motívumot tartalmazó bélyegekkel kapcsolatos érdekes tartalmakat közöl. Hadtörténészként továbbra is a két világháború közötti magyar titkos, irreguláris katonai szervezetek történetével foglalkozik, e titkosszolgálat-történeti témában írott értekezésével pedig 2024-ben pedig harmadik, hadtudományi PhD-fokozatát is megszerezte a Nemzeti Közszolgálati Egyetem Hadtudományi Doktori Iskolájában, nemzetbiztonság szakterületen, summa cum laude minősítéssel.

## Költészete
Kántás költészetére főként a rövid, letisztult líraiság és a kissé talán mesterségesnek ható pátosz jellemző, rövidebb versei általában szándékoltan szenvedélyesek és egyszerre többféle olvasási módot kínálnak. Munkásságára erősen hatottak Ted Hughes, Fernando Pessoa, Charles Baudelaire és Paul Celan, akiket egyébként maga is fordított és újrafordított, magyar alkotók közül József Attila, Faludy György, Pilinszky János és más, még élő szerzők is. Azt persze elég nehéz megállapítani, a szerző tulajdonképp melyik lírai alkotó vagy irányzat követője, inkább úgy tűnhet, egyszerre kötődik több irodalmi tradícióhoz, de szorosabban egyikhez sem. Miként Payer Imre írja Az ablaküvegek közötti tér fülszövegében: "Kántás Balázs szenvedélyes költő. Szenvedélyének tárgya a világ. Csakhogy nem romantikus módon, nem naivan tör elő ez az érzés. (...) Az irónia térhódításának idején is hitelesen képes felmutatni a pátosz erejét, igazságát és szenvedélyes telítettségét. (...) A neoavantgárd és a posztmodern poétikák hatására közvetetten érzékelteti szenvedélyes világképét, amely sokszor kétségbeesett. Csak a szerelem ad feloldást keserű világában." Indulása elején még talán valamennyire a hermetizmus poétikai hagyományához lehetett sorolni, újabb verseiben a neo-szenzibilitás és a képviseleti költészet bizonyos elemei látszanak vegyülni.

## Versfordításai
A versírás mellett számos műfordítása is megjelent, angol, német, olasz, spanyol, francia és portugál nyelvekből fordít, többek között olyan szerzőket, mint Ted Hughes, Fernando Pessoa, Paul Celan, William Butler Yeats vagy Charles Baudelaire, de ismert szerzők újrafordításának kísérletei mellett a magyar olvasó számára egyelőre jórészt ismeretlen, kortárs szerzők verseit is magyarítja. Ismert versek általa készített új magyar fordításai közül gyakran idézik Coleridge Kubla Kán és Paul Verlaine Őszi sanzon c. versét. Első fordításkötetét Paul Celan válogatott verseiből Nyelvrács címen a 2009-es Europoetica Nemzetközi Költészeti Fesztiválon mutatták be, a 2009-es Könyvhétre jelentek meg kötetben Baudelaire-adaptációi és Payer Imre Kántás által angolra fordított válogatott versei, illetve Rónai-Balázs Zoltán kétnyelvű verseskötete.

## Díjai, ösztöndíjai
- Az Országos Idegennyelvű Könyvtár műfordítás-pályázatának különdíja, 2008
- A Napkút Kiadó irodalmi pályázatának díja, 2008
- ELTE BTK Tudományos Ösztöndíj, 2008
- A Magyar Fejlesztési Bank Habilitas Alkotói Ösztöndíja, 2009
- ELTE BTK Tudományos Ösztöndíj, 2009
- ELTE BTK Sport- és Kulturális Ösztöndíj, 2009
- ELTE BTK Tudományos Ösztöndíj, 2010
- ELTE BTK Sport- és Kulturális Ösztöndíj, 2010
- ELTE BTK Tudományos Ösztöndíj, 2011
- ELTE BTK Tudományszervezési és Kutatásfejlesztési Ösztöndíj, 2011
- Köztársasági Ösztöndíj, 2010
- Erasmus Hallgatói Mobilitási Ösztöndíj, 2010-2011
- XXX. Országos Tudományos Diákköri Konferencia, Humántudományi Tagozat, Összehasonlító Irodalomtudományi Szekció, I. helyezés, 2011.
- Pro Scientia Aranyérem, 2011
- Állami PhD-ösztöndíj, ELTE BTK Irodalomtudományi Doktori Iskola, 2011-2014
- ELTE BTK Tudományszervezési és Kutatásfejlesztési Ösztöndíj, 2012
- Wekerle Sándor Alapkezelő – Diákok a Tudományért Szakalapítvány ösztöndíja, 2012
- ELTE BTK Tudományszervezési és Kutatásfejlesztési Ösztöndíj, 2013
- A Nemzeti Kulturális Alap Szépirodalmi és Ismeretterjesztés Kollégiumának alkotói ösztöndíja, 2014
- A Nemzeti Kulturális Alap Szépirodalmi Kollégiumának alkotói ösztöndíja, 2016
- A Nemzeti Kulturális Alap Ismeretterjesztés és Környezetkultúra Kollégiumának alkotói ösztöndíja, 2018
- Gérecz Attila-díj, 2019[33]
- Az év levéltári kiadványa díj, 2020 (forráskiadványok kategória, II. helyezés, a Belső várkastély. Bicskey Erzsébet, egy fiatal lány naplója 1940-1946 című forráskiadvány társszerzőivel, Kunt Gergellyel, Szabó Piroskával és Szerényi Ildikóval közösen)[34]
- József Attila-díj (2023)

## Szakmai szervezeti tagságai
- Magyar Írószövetség
- Magyar Műfordítók Egyesülete
- Magyar PEN Club
- József Attila Kör
- Fiatal Írók Szövetsége
- Nagy Lajos Irodalmi és Művészeti Társaság
- Magyar Irodalomtörténeti Társaság
- Magyar Újságírók Országos Szövetsége
- Magyar Levéltárosok Egyesülete
- PRO SCIENTIA Aranyérmesek Társasága
- Magyar Tudományos Akadémia Köztestülete
- Hajnal István Kör Társadalomtörténeti Egyesület

## Művei